# شريف عقيل
شريف عقيل (بالإنجليزية: Shereef Akeel)‏ (ولد في والنت بولاية كاليفورنيا في 27 أبريل 1965) هو محامٍ أمريكي من أصل مصري، اشتهر بتصديه لقضايا حقوق الإنسان والحريات المدنية.
حصل عقيل على شهادة جامعية في المحاسبة من جامعة ميشيغان سنة 1987، ثم حصل على ماجستير إدارة الأعمال من جامعة وين الولائية سنة 1992، قبل أن يتخرج في كلية الحقوق بجامعة ولاية ميشيغان سنة 1996.